# Baressa
Baressa (sardinski: Arèssa) je grad i općina (comune) u pokrajini Oristanu u regiji Sardiniji, Italija. Nalazi se na nadmorskoj visini od 165 metara i ima 651 stanovnika.
 Prostire se na 12,51 km2. Gustoća naseljenosti je 52 st/km2.
Susjedne općine su: Baradili, Gonnoscodina, Gonnosnò, Siddi, Simala, Turri i Ussaramanna.